# (74121) 1998 QT53
(74121) 1998 QT53 – planetoida z pasa głównego asteroid okrążająca Słońce w ciągu 3,53 lat w średniej odległości 2,32 j.a. Odkryta 28 sierpnia 1998 roku.